# Georges-Hilaire Dupont
Pour les articles homonymes, voir Georges Dupont et Dupont ou Dupond.
Georges-Hilaire Dupont, né le 16 novembre 1919 à Virey (Manche) et mort le 29 janvier 2020 à Saint-Hilaire du Harcouët (Manche), est un évêque catholique français, évêque émérite de Pala au Tchad à partir de 1975.

## Biographie
Georges-Hilaire Dupont est ordonné prêtre le 9 mai 1943 pour les oblats de Marie-Immaculée.
Il est le premier évêque de Pala au Tchad le 16 janvier 1964, et consacré le 1er mai suivant.
Il participe au concile Vatican II, dont il dit « Au séminaire, personne ne m’a jamais parlé de l’importance de faire découvrir le Christ. Le Concile a donné un point de départ en disant aux chrétiens de vivre véritablement de son message ».

## Retraite
Georges-Hilaire Dupont se retire le 28 juin 1975.
Après avoir exercé comme simple prêtre à Rouen et Bollène, il prend sa retraite en 1997 tout en acceptant la charge de curé de Pila-Canale en Corse.
Il a défendu, en Afrique[Où ?], l’utilisation de la farine de mil pour confectionner l’hostie eucharistique (le Code de droit canonique de 1983, canon 924§2, déclare qu’elle doit être « de pur froment »), ce qui semble lui avoir valu une réprimande du Saint-Siège.
Il vit retiré dans son village natal.
Le 12 octobre 2012, il fait partie des douze pères du concile  (sur 70 encore vivants) à déjeuner avec Benoît XVI.
Après la mort d'Albert Malbois le 12 février 2017, il devient le doyen des évêques français.